# サンヴァラ系タントラ
サンヴァラ系タントラ（サンヴァラけいタントラ）とは、仏教の後期密教経典。チベット仏教では無上瑜伽タントラに分類される一群の総称。
母タントラの先駆である『サマーヨーガ・タントラ』（Samayoga Tantra） （通称「サンヴァラ」（Samvara）） を参照しつつ、その内容を換骨奪胎しながら成立した。同じく母タントラに分類されるヘーヴァジュラ系統と双璧を成す。
9世紀後半の『チャクラサンヴァラ・タントラ』（『シュリーヘールカ・アビダーナ』『ラグサンヴァラ』）を嚆矢として、それに連なる様々なタントラが作られた。
「サンヴァラ」の意味は、一般的には「至福」を意味すると解釈される。そのため漢字では、「勝楽」「最勝楽」等と訳される。また他方では、「秘すること」「守ること」という意味に解釈されることもある。

## サンヴァラ系タントラ一覧
サンヴァラ系タントラに分類される主な経典は以下の通り。

### 第1期
- 『チャクラサンヴァラ・タントラ』（Cakrasamvara Tantra、勝楽タントラ） （『シュリーヘールカ・アビダーナ』（Śrī Heruka Abhidhāna）、『ラグサンヴァラ』（Laghusamvara））

### 第2期
- 『アビダーノーッタラ・タントラ』（Abhidanottara Tantra）
- 『サンプトードバヴァ・タントラ』（Samputodbhava Tantra）
- 『ヘールカービュダヤ・タントラ』（Herukabhyudaya Tantra）
- 『ヨーギニーサンチャーラ・タントラ』（Yoginisamcara Tantra）
- 『ヴァジュラダーカ・タントラ』（Vajradaka Tantra）

### 第3期
- 『サンヴァローダヤ・タントラ』（Samvarodaya Tantra、最勝楽出現タントラ）
- 『ダーカールナヴァ・タントラ』（Dakarnava Tantra）
- 『ヴァーラーヒーカルパ・タントラ』（Varahikalpa Tantra）
- 『ジュニャーノーダヤ・タントラ』（Jnanodaya Tantra）
- 『ヨーギニージャーラ・タントラ』（Yoginijala Tantra）